# 가 (춘추)
가나라(賈國)는 중국 역사상 서주에서 춘추시대까지의 제후국으로, 국군은 희(姬) 성이며, 건국 군주는 가백 공명이다.

## 역대 군주
1. 가백 공명 - 당숙 우의 아들. 서주 강왕(康王), 소왕 때 국군이 됨[1]
2. 가백 - 서주 말기의 국군[2]
3. 가자 을부 - 춘추 초기의 국군[3]
4. 가백 - 《좌전》 노 환공 9년 (기원전 703년) 기사[4]